# Bruce Den Almægtige
Bruce den Almægtige er en amerikansk komediefilm fra 2003 instrueret af Tom Shadyac med Jim Carrey og Morgan Freeman i hovedrollerne og med Jennifer Aniston i en birolle. 

## Handling
TV-journalisten Bruce Nolan har en drøm. En drøm at blive den nye studievært på tv-stationen WKBW-TV, en slags understation til ABC, når nu den anden studievært skal på pension. Bruce bor sammen med sin kæreste, Grace og deres hund Sam i en lejlighed i Buffalo. Bruce er nu ikke den eneste, som vil jobbet som studievært. Evan Baxter, en professionel journalist, nyder at ydmyge og rakke ned på Bruce, så meget han kan. 
En dag får Bruce det tip om, at der vil være mulighed for et live interview ude ved Niagara Falls, hvilket er en kæmpe chance for Bruce. Han skynder sig af sted og han ringer op til Grace, som siger at hun vil se interviewet i fjernsynet. En meget nervøs Bruce venter nu kun på at komme i gang med interviewet, men sådan går det ikke. Kun få sekunder han skal på, får han den besked at Evan sidder hjemme i det varme tv-studie, som tv-stationens nye vært!
Bruce går i sort, og da han endelig kommer til sig selv skaber han sig så meget, at i samme øjeblik, han kommer tilbage til tv-stationen bliver han fyret. På vej tilbage til sin bil ser han, hvordan en gruppe bøller står og driller en vagabond og som den gode mand Bruce er, blander han sig og får selv tæsk. 
En skadet, vred og trist Bruce vender nu hjem, hvor Grace forgæves forsøger at trøste ham. Bruce, derimod, er ikke til at trøste og ser sig vred på Gud, da han mener at Gud kun er ude efter at skade ham og hjælpe Evan. Bruce ender med at styrte ud af døren og kører sin vej alt i mens han beder til Gud om hjælp. Trods utallige blinkende skilte kører Bruce ind i en lygtepæl og han raser ud på Gud. Lige inden han tager hjem giver hans bipper lyd fra sig, dog uden at han kender nummeret, der står på skærmen. Den næste morgen vågner han ved at hans bipper igen bipper og han kyler den ud af vinduet. Snart tisser hunden Sam atter indenfor og da Bruce og Sam står nede på gaden, hører Bruce hans bipper bippe igen. Og selvom at den er næsten ødelagt er skærmen stadig intakt og Bruce skynder sig nu op og trykker nummeret, som står på skærmen. 
Snart bliver telefonen i den anden ende taget og en stemme siger, at hvis hans navn er Bruce og han synes at Gud har behandlet ham uretfærdigt, så skal han komme til en bestemt gade. Bruce skynder sig af sted, finder adressen og kommer til en bygning med skriften "Nåde Gaver" stående på muren. Bygningen består af 7 etager, hver og en af dem med skinnende rent gulv og intet inventar. Bruce møder dog en mand, som fortæller ham, at han er Gud og han er træt af at Bruce har skældt sådan ud på ham og at han nu vil give Bruce nogle af sine kræfter, så han selv kan bestemme og gøre hvad han vil. 
Dette ryster Bruce og da han opdager at han kan gå på vandet, starter sin bil og bliver forvandlet til Clint Eastwood et øjeblik tror han, at han er ved at blive skør. Han sørger tilflugt på den nærliggende café, hvor han, da han får serveret en skål tomatsuppe, opdager at han ligesom Moses, kan skille vandene fra hinanden. Han bliver dog afbrudt af Gud, som beder ham om at gå en tur med ham. På denne tur fortæller Gud Bruce en masse ting, og Bruce begynder at tro på at han faktisk har fået nogle overnaturlige kræfter. 
Nu går det derudad. Bruce "bytter" ved tankens kraft sin gamle skjorte ud med en ny og han møder den gruppe bøller fra tidligere, som han giver en ordentlig forskrækkelse. Hjemme igen giver han Grace en uforglemmelig nat, hvor han blandt andet trækker månen tættere på, giver hende nydelse og forstørrer hendes bryster. Inden han tager på arbejde, forvandler han sit vrag af en bil til en luksuriøs øse og får adskillige biler til at flytte sig, så han kan komme hurtigere på arbejde. Bruce tager nu ud til en politistation, hvor et lig, med hjælp fra Bruces kræfter, pludselig dukker op og de andre journalisters biler er fyldt med marijuana. Dette bliver til alletiders historie og Bruce bliver genansat på WKBW-TV. Bruce bliver langsomt kendt som "Mr. Exclusive", da der altid sker de vildeste ting og historier, der hvor han er. Han beslutter sig også for at gøre grin med Evan, og han går derefter ned til studiet, hvor udsendelsen er i gang og laver rod i det. 
En dag bliver Bruce vækket af at der lyder en masse stemmer inde i hans hoved. Stemmer som beder. Han tænker ikke mere på det, før om aftenen, hvor han har inviteret Grace på middag. Grace tror, at han har tænkt sig at fri til hende, men da han fortæller at Evan bliver fyret og at Bruce skal overtage hans plads i studiet, bliver hun meget skuffet og ked af det. Stemmerne i Bruces tager nu til med sådan en styrke, at han ikke kan høre andet end dem, og han forlader en pinlig berørt Grace i restauranten. Uden for mødes han med Gud, som fortæller ham, at det er bønner, han kan høre i sit hoved og jo mere han ignorer dem, jo, hører bliver de. Om natten får Bruce nok af det, og får alle bønnerne ind på sin computer i stedet, hvor han så skal sidde og skrive ja eller nej ved hver. Da dette bliver alt for uoverskueligt, sætter han computeren til at sige "ja" til alt hvad bønnerne beder om. 

## Medvirkende
| Skuespiller       | Person                   |
| ----------------- | ------------------------ |
| Jim Carrey        | Bruce Nolan              |
| Morgan Freeman    | Gud                      |
| Jennifer Aniston  | Grace Connelly           |
| Lisa Ann Walter   | Debbie                   |
| Philip Baker Hall | Jack Baylor              |
| Steve Carell      | Evan Baxter              |
| Catherine Bell    | Susan Ortega             |
| Sally Kirkland    | Anita Mann               |
| Nora Dunn         | Ally Loman               |
| Jack Jozefson     | Den hjemløse mand        |
| Gretchen Hill     | Den gnavne sygeplejerske |

## Eksterne Henvisninger
- Bruce Den Almægtige på Internet Movie Database (engelsk)
- Bruce Den Almægtige på Filmdatabasen
- Bruce Den Almægtige på Scope
- Bruce Den Almægtige i Svensk Filmdatabas (svensk)
- Bruce Den Almægtige på AlloCiné (fransk)
- Bruce Den Almægtige på MovieMeter (nederlandsk)
- Bruce Den Almægtige på AllMovie (engelsk)
- Bruce Den Almægtige hos American Film Institute (engelsk)
- Bruce Den Almægtige på Turner Classic Movies (engelsk)
- Bruce Den Almægtige på The Movie Database (engelsk)